# Gregorio di Gaeta
Gregorio (... – 978) è stato un duca bizantino, duca di Gaeta dal 963 alla morte.
Secondogenito di Docibile II di Gaeta e di sua moglie Orania, successe al fratello Giovanni II in quanto egli aveva solo figlie femmine e nessun erede maschio. Il suo dominio fu disastroso: iniziò fin da subito a concedere il territorio del Ducato (il publicum) ai familiari sotto forma di sovvenzioni. Gregorio scompare dagli annali dal 964, quando il fratello minore Marino di Fondi prende il potere a scapito dei tre figli di Gregorio: probabilmente egli, a seguito di una faida interna alla dinastia Docibilana, fu estromesso dal governo e forse ucciso; i figli non riuscirono a prevalere sul signore di Fondi che divenne Duca.
Suo figlio Landolfo è il capostipite dei conti di Suio.